# 3728 IRAS
3728 IRAS — астероїд головного поясу, відкритий 23 серпня 1983 року.
Тіссеранів параметр щодо Юпітера — 3,251.
Названий на честь штучного супутника Землі - орбітальної обсерваторії IRAS.